# Un cântec la cerere
Un cântec la cerere (cu titlul original Play Misty for Me) este un thriller psihologic american din anul 1971, regizat și avându-l în rolul principal pe Clint Eastwood. Filmul reprezintă (debutul regizoral) al lui Eastwood. Celelalte roluri principale au fost interpretate de Jessica Walter și Donna Mills, iar coloana sonoră a fost compusă de Dee Barton.

## Acțiunea filmului
Dave Garver este prezentatorul unei emisiuni de noapte la un post de radio din Carmel-by-the-Sea, California, introducând în program și poezie. În barul lui preferat, acesta o întâlnește pe Evelyn Draper. Dave o conduce pe Evelyn acasa, unde aceasta îi dezvăluie că întâlnirea lor nu a fost o coincidența; ea îl căutase, întrucât el menționase barul în emisiunea radio. Dave își dă seama că ea este cea care de multe ori îl telefonase pentru a cere piesa jazz „Misty”, apoi cei doi fac dragoste.
Din acest moment, Evelyn manifestă tulburarea personalității de graniță. Începe să vină neinvitat la casa lui Dave. De asemenea, îi întrerupe o întâlnire de afaceri, acuzându-l pe Dave că o înșală. În ciuda eforturilor lui Dave de a nu o dezamăgi pe Evelyn, aceasta se simte, în mod alternativ, abandonată, singură și furioasă; ea are o tentativă de sinucidere la el acasă. Când Dave o refuză categoric, Evelyn îi vandalizează casa și îi atacă menajera cu un cuțit, fiind astfel internată la un spital de psihiatrie.
Dave reîncepe o relație cu fosta iubită, Tobie Williams. Într-o noapte, Evelyn sună la studio pentru a cere piesa „Misty” și îi spune lui Dave că a fost eliberată și că se va muta în Hawaii. Aceasta recită din poemul „Annabel Lee” de Edgar Allan Poe. În aceași noapte, în timp ce Dave doarme, aceasta încearcă să îl omoare cu un cuțit. Evelyn fuge, iar Dave cheamă poliția.
Dave îi spune lui Tobie despre cele întâmplate și decide să păstreze distanța față de ea, până ce Evelyn e prinsă. Tobie își petrece într-o casă, cu noua ei colegă de cameră, Annabel. Nu realizează că Annabel este Evelyn deghizată până nu vede tăieturile de pe mâinile acesteia. Cu toate acestea, Tobie este luată ostatică de Evelyn, care îl ucide pe detectivul McCallum, trimis în grija lui Tobie.
La stația radio, Dave face legătura dintre poemul „Annabel Lee” și colega de cameră a lui Tobie. Când o sună pe Tobie, Evelyn îi răspunde și îi spune că amandouă îl așteaptă. Dave pune în transmisie o emisiune înregistrată, după care conduce la casa lui Tobie, unde o găsește pe aceasta legată. Evelyn îl atacă din nou pe Dave cu cuțitul, însă Dave o lovește, aruncând-o printr-o fereastră, pe stânci în jos. Dave și Tobie privesc trupul lui Evelyn, în timp ce vocea înregistrată a lui Dave îi dedică lui Evelyn piesa „Mistry” la radio.

## Distribuție
- Clint Eastwood în rolul lui Dave Garver
- Jessica Walter în rolul lui Evelyn Draper
- Donna Mills în rolul lui Tobie Williams
- John Larch în rolul sergentului McCallum
- Jack Ging în rolul lui Frank
- Irene Hervey în rolul lui Madge
- James McEachin în rolul lui Al Monte
- Clarice Taylor în rolul lui Birdie
- Don Siegel în rolul lui Murphy (creditat ca Donald Siegel)